# Effetto Osborne
Con effetto Osborne si definisce l'impatto che ha sulle vendite dei prodotti in commercio l'annuncio di un futuro prodotto dato molto tempo prima della sua effettiva disponibilità. Il nome deriva da Osborne Computer Corporation, la prima azienda che pagò per le errate scelte commerciali nella tempistica di presentazione dei suoi futuri computer.

## Descrizione
Gli annunci anticipati di futuri prodotti sono fatti per diverse ragioni: assicurare la clientela che sono in arrivo migliorie o abbassamenti di prezzo, aumentare l'interesse dei media e degli investitori nei confronti dell'azienda, mettere pressione alla concorrenza. Quando sono effettuati correttamente, gli annunci anticipati non incidono significativamente sugli introiti dell'azienda e il calo di fatturato che ne deriva è generalmente bilanciato dagli ordini del nuovo prodotto e dalle sue vendite quando arriva in commercio.
L'effetto Osborne avviene quando l'annuncio anticipato viene dato senza tener conto dei rischi oppure con eccessivo anticipo. La clientela reagisce solitamente all'annuncio di un futuro prodotto cancellando gli ordini sul prodotto in commercio oppure evitando di farne di nuovi, consci del fatto che esso risulterà ben presto obsoleto. Le giacenze di magazzino di quel prodotto iniziano ad aumentare e l'azienda è costretta a diminuirne la produzione o a cessarla del tutto. Entrambe queste azioni si ripercuotono negativamente sulla disponibilità di contante dell'azienda a causa della diminuzione degli introiti generati dalle vendite mentre la produzione continua a gravare economicamente sulla liquidità.
L'eccessivo tempo che intercorre tra l'annuncio e l'effettiva commercializzazione di un prodotto può venire percepito dalla clientela come il tentativo di promuovere del vaporware, ossia un prodotto che in realtà non esiste, situazione che poi danneggia la credibilità dell'azienda.
Nel caso di Osborne Computer Corporation l'azienda impiegò più di un anno nel rendere disponibile il nuovo computer che doveva sostituire il suo Osborne 1. Osborne Computer finì la liquidità di cassa e andò in bancarotta nel 1985.

## Il caso di Osborne Computer

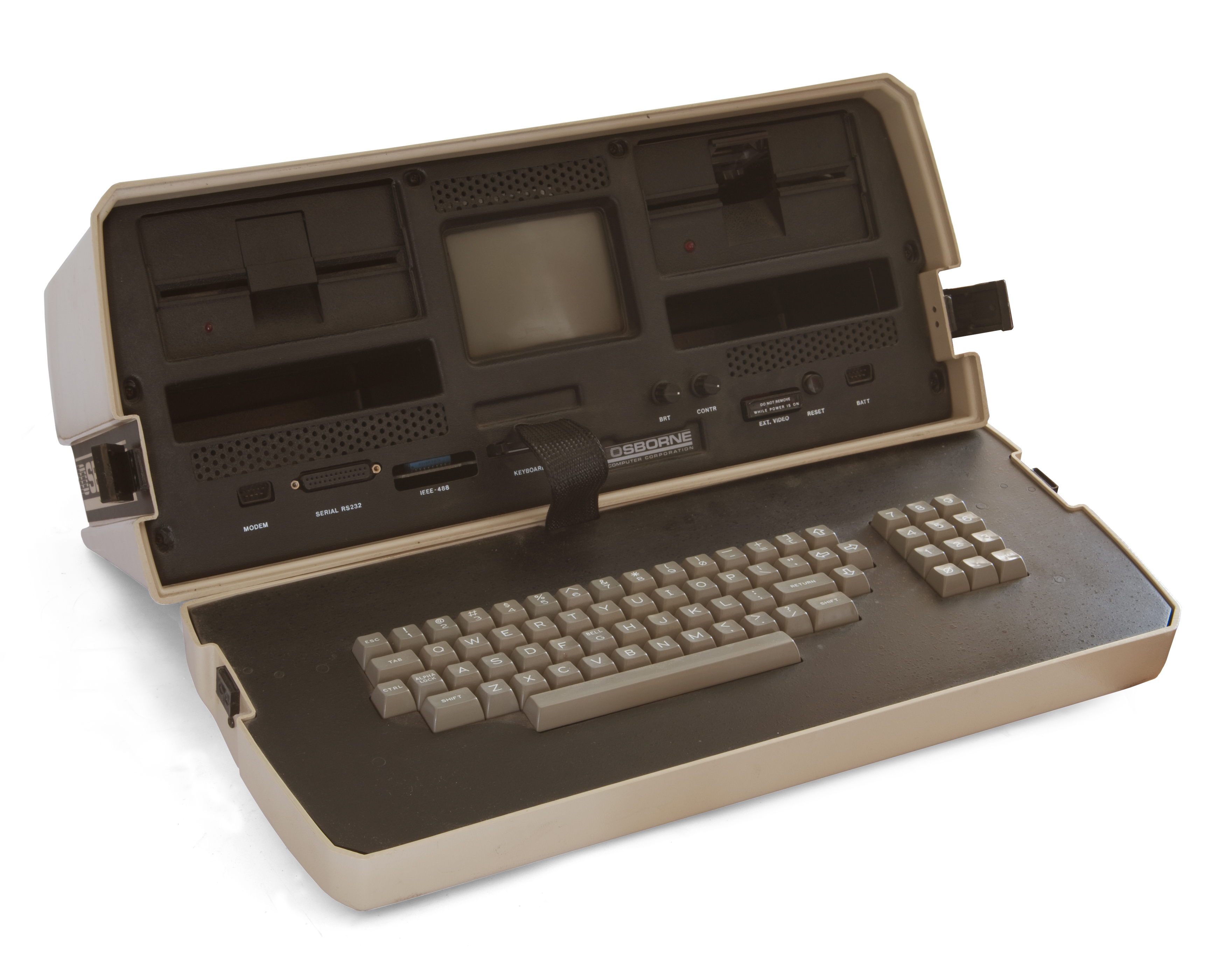
L'Osborne 1 della Osborne Computer Corporation

Come detto, il nome deriva da Osborne Computer Corporation, che nel 1981 riscosse un notevole successo producendo quello che è considerato come il primo computer portatile prodotto in massa, l'Osborne 1. Le vendite andarono bene fino al 1982, quando una società concorrente presentò il Kaypro, un altro computer portatile che, rispetto all'Osborne 1, presentava un monitor integrato più grande e un prezzo inferiore. Un altro computer che dette un grosso colpo alle vendite dell'Osborne 1 fu il PC IBM, che ben presto si affermò come standard, togliendo fette di mercato alle macchine che non usavano il sistema operativo MS-DOS, e sia l'Osborne 1 che il Kaypro risentirono di questo fattore essendo basati sul CP/M.
Tra la fine del 1982 e l'inizio del 1983 il fondatore di Osborne Computer, Adam Osborne, decise di contrastare la concorrenza preannunciando alcuni nuovi modelli, l'Osborne Vixen e l'Osborne Executive, la cui produzione non era ancora stata avviata. Gli ordini dell'Osborne 1 vennero subito cancellati dalla clientela, in attesa dell'arrivo dei nuovi modelli di computer. Per contrastare il calo delle vendite, Osborne Computer abbassò il prezzo dell'Osborne 1 e, contemporaneamente, fu costretta a chiudere uno dei 2 stabilimenti di produzione e a licenziare molti dipendenti per contenere le perdite.
Nessuna delle azioni riuscì a salvare l'azienda, che fu denunciata per insolvenza anche da alcuni fornitori, e Osborne Computer fu costretta a ad andare in amministrazione controllata alla fine del 1983. Adam Osborne uscì di scena e al suo posto subrentò un nuovo presidente. L'Osborne Vixen fu messo in commercio nel 1984 ma le vendite non andarono bene, complice anche il danno d'immagine di Osborne Computer, tanto che l'azienda chiuse definitivamente nel 1985.